# Peramphithoe orientalis
Peramphithoe orientalis är en kräftdjursart som först beskrevs av James Dwight Dana 1853.  Peramphithoe orientalis ingår i släktet Peramphithoe och familjen Ampithoidae. Inga underarter finns listade i Catalogue of Life.